# Elektronski oscilator
Oscilator je električno kolo koje stvara izlazni signal određene frekvencije. Dizajnirani su tako da pretvaraju jednosmjernu električnu energiju u naizmjeničnu.

## Konstrukcija i uslov oscilovanja
Oscilatori se sastoje iz tri dijela: pojačavača, dijela za određivanje frekvencije i mreže povratne sprege. Dio za određivanje frekvencije je jezgro oscilatora gdje se generiše određena frekvencija koja se zove rezonantna frekvencija. Mreža povratne sprege može biti otporna, reaktivna ili njihova kombinacija. Faktor povratne sprege B se izvodi iz izlaznog napona, dok je pojačanje pojačavača A. Njihov proizvod AB daje kružno pojačanje. Upravo od njega i zavisi uslov oscilovanja, koji se sastoji od dva kriterijuma poznatih kao Barkhauzenovi kriterijumi:
- Pojačanje AB  mora biti barem 1, odnosno Re{AB}=1, Im{AB}=0;
- Fazni pomjeraj petlje mora biti 0, odnosno |AB|=1, Arg{AB}=0.

To u stvari znači da je neophodno da signal, prolazeći od ulaza do izlaza, i vraćajući se ponovo preko povratne sprege do ulaza, NE MIJENJA ni amplitudu ni fazu. Ako ovaj uslov važi za jednu frekvenciju, izlaz je čisto sinusni talas, a ako važi za više frekvencija izlaz je složeni talas. Neki oscilatori su napravljeni da rade u određenim uslovima tako da je izlaz četvrtasti, trougaoni ili impulsni signal. Od AB zavisi kakve će biti oscilacije, tj. ako je:
- AB=1,oscilacije su stalne;
- AB>1 rastuće;
- AB<1 opadajuće.

## Stabilizacija amplitude oscilovanja oscilatora
Amplituda oscilovanja oscilatora nije određena uslovom oscilovanja, već zavisi od veličine aktivne oblasti rada aktivnog elementa. Velika amplituda dovodi radnu tačku u nelinearni dio karakteristika aktivnog elementa, čime se unosi sadržaj harmonijskih komponenti i nestabilnost frekvencije. Velika stabilnost frekvencije zahtijeva stabilnu amplitudu oscilacija. Stabilizacija amplitude oscilacija se realizuje kao:
- automatska regulacija pojačanja (ARP) ili
- upotreba nelinearnih elemenata u kolu.

## Stabilnost frekvencije oscilovanja
Ukoliko frekvencija oscilovanja odstupa od specificirane vrijednosti, onda se ovo pomjeranje frekvencije može izraziti u procentima ili ako se uvede i temperaturno zavisni pomjeraj, može se izraziti i u Hercima po stepenu Celzijusovom. Šum u oscilatoru može biti generisan eksterno ili interno. Harmonici mogu biti posljedica neodgovarajućeg projektovanja ili kalibracije oscilatora. U najvećem broju telekomunikacionih predajnika i prijemnika, harmonici i drugi neželjeni signali se mogu eliminisati filtrima i automatskom kontrolom pojačanja. Pomjeraj frekvencije ili stabilnost je najvažniji parametar kod projektovanja oscilatora, a na stabilnost mogu uticati sledeći faktori:
- Opterećenje

Iako oscilator može raditi i bez opterećenja, često opterećenje na izlazu može uzrokovati nestabilnost usled nepodešenosti impedansi. Ovo se može prevazići umetanjem „bafera“ između oscilatora i opterećenja.
- Povezivanje napajanja

Oscilator bi trebalo da radi pri manjim snagama ili se mogu koristiti kondenzatori pomoću kojih se prevazilazi problem vezivanja napajanja.
- Temperaturne promjene

Na ovo se može djelovati korišćenjem komponenata sa poznatim temperaturnim koeficijentima. Na primjer, može se koristiti kondenzator sa negativnim temperaturnim koeficijentom za kompenzaciju pozitivnog temperaturnog koeficijenta kola za podešavanje. 
- Odabir komponenata

Komponente sa uskim opsegom tolerancije bi trebalo koristiti kad god je to moguće, kao i kristal kvarca.

## Neke vrste oscilatora
Oscilatori se prave od LC kola (kola koje se sastoji od kalema i kondenzatora) ili od RC kola (kola koje se sastoji od otpornika i kondenzatora) pa otuda i jedna od podjela oscilatora na: LC i RC oscilatore.

### RC oscilatori
Postoje tri vrste RC oscilatora i to: Vinov osilator, dvojni T-oscilator i oscilator sa faznim pomakom.
- Vinov oscilator

Vinov oscilator se sastoji iz 2 RC kola, jednog gdje su R i C redno vezani i drugog, gdje su R i C paralelno vezani. Vinov oscilator ima veliku upotrebu  u generatorima zvučnih signala, jer se lako može podešavati koristeći varijabilni kondenzator ili potenciometar (koji je lakše postići od varijabilnog kondenzatora potrebnog za generisanje na malim frekvencijama). Amplituda izlaznog signala zavisi od toga koliko je pojačanje AB veće od 1; za preveliko pojačanje se javlja zasićenje. Da bi se ovo spriječilo, veže se mreža sa zener diodom.
Amplituda električnih oscilatora teži porastu sve dok se ne dostignu ograničenja pojačavača, što dovodi do visokih harmonijskih izobličenja, koja su često nepoželjna. Dok su se nekad za stabilizaciju amplitude Vinovog oscilatora koristile užarene sijalice (postavljene u povratnoj sprezi oscilatora da ograniče pojačavač), danas se umjesto njih koriste efekat polja tranzistora i fotoćelije. Još jedan način stabilizacije amplitude je korišćenje nelinearnih elemenata, kao sto su diode, za modifikovanje otpornosti negativne povratne sprege. Frekvencija oscilovanja Vinovog oscilatora je:
{\displaystyle f={\frac {1}{2\pi RC}}}
- Analiza ulazne admitanse

Ako je izvor napona priključen direktno na idealni pojačavač sa povratnom spregom, ulazna struja će biti:
{\displaystyle i_{in}={\frac {v_{in}-v_{out}}{Z_{f}}}}
Ako je {\displaystyle v_{in}} ulazni napon, tada je {\displaystyle v_{out}} je izlazni napon, i {\displaystyle Z_{f}} impedansa povratne sprege. Ako je naponsko pojačanje pojačavača dato sa:
{\displaystyle A_{v}={\frac {v_{out}}{v_{in}}}}
I ulazna admitansa data sa:
{\displaystyle Y_{i}={\frac {i_{in}}{v_{in}}}}
Ulazna admitansa se moze napisati kao:
{\displaystyle Y_{i}={\frac {1-A_{v}}{Z_{f}}}}
Za Vinov oscilator, Zf  je dato kao:
{\displaystyle Z_{f}=R+{\frac {1}{j\omega C}}}
Sređivanjem se dobija:
{\displaystyle Y_{i}={\frac {\left(1-A_{v}\right)\left(\omega ^{2}C^{2}R+j\omega C\right)}{1+\left(\omega CR\right)^{2}}}}
Ako je {\displaystyle A_{v}} veće od 1, ulazna admitansa je negativna otpornost paralelno vezana sa induktivnosti. Induktivnost je:
{\displaystyle L_{in}={\frac {\omega ^{2}C^{2}R^{2}+1}{\omega ^{2}C\left(A_{v}-1\right)}}}
Ako je kondenzator sa istom vrijednošću C vezan paralelno sa ulazom, kolo ima rezonansu na:
{\displaystyle \omega ={\frac {1}{\sqrt {L_{in}C}}}}
Rješavanjem dobijamo:
{\displaystyle L_{in}={\frac {R^{2}C}{A_{v}-2}}}
Ako izaberemo {\displaystyle A_{v}} da je 3:
{\displaystyle L_{in}=R^{2}C}
Dobija se:
{\displaystyle \omega ={\frac {1}{RC}}}
Ili:
{\displaystyle f={\frac {1}{2\pi RC}}}

Slično,ulazna otpornost na datoj frekvenciji je:
{\displaystyle R_{in}={\frac {-2R}{A_{v}-1}}}
Za  {\displaystyle A_{v}} = 3:
{\displaystyle R_{in}=-R}
Ako je otpornik vezan paralelno na ulaz pojačavača, poništiće dio negativne otpornosti. Ako je mreža otpornosti negativna, amplituda će rasti dok ne dođe do odsijecanja. Slično, ako je mreža otpornosti pozitivna, amplituda će se izobličiti. Ako je otpornost vezana paralelno sa tačnom vrijednošću R, mreža otpornosti će biti konačna i kolo može postići stabilnu oscilaciju na bilo kojoj amplitudi dozvoljenoj od strane pojačavača. Primjećuje se, da sa porastom pojačanja mreža otpornosti postaje negativnija, što dovodi do rasta amplitude. Kad je pojačanje tačno 3, kad je dostignuta odgovarajuća amplituda javiće se izobličenja. Kola amplitudske stabilizacije povećavaju pojačanje, sve dok se ne dostigne odgovarajuća izlazna amplituda. Sve dok su R, C i pojačavač linearni, izobličenja ce biti minimalna.
- Dvojni T-oscilator

Dvojni T-oscilator se koristi kada uski opseg šuma frekvencije oko jedne frekvencije mora  biti smanjen. Sastoji se od 2 RC kola, gdje su u oba slučaja R i C vezani paralelno. Jedno kolo je R-C-R, koje se ponaša kao niskopropusni filtar, a drugo je C-R-C, koje se ponaša kao visokopropusni filtar. Ova 2 kola zajedno prave most koji se podešava željenom frekvencijom oscilovanja. Ima dobru frekventnu stabilnost.
- Oscilator sa faznim pomakom

Oscilator sa faznim pomakom  se sastoji iz invertujućeg pojačavača i filtra koji pomjera fazu za 180 stepeni na frekvenciji oscilovanja. Filtar mora biti takav da na frekvencijama  ispod i iznad frekvencije oscilovanja, signal je pomjeren za manje ili više od 180 stepeni. Najčešće se ovakav filtar dobija koristeći 3 kaskadna otpornik-kondenzator filtra, koji nemaju faznog pomaka na jednom kraju frekvencijske skale, i koji imaju fazni pomak od 270 stepeni na drugom kraju. Na frekvenciji oscilovanja, svaki stvara fazni pomak od po 60 stepeni, tj. cijelo kolo filtra 180 stepeni.
Jedna od najjednostavnijih izrada ovog tipa oscilatora koristi operacioni pojačavač, 3 kondenzatora i 4 otpornika, kao sto se vidi na dijagramu. Određivanje frekvencije i kriterijuma oscilovanja je matematički jako složeno. To je pojednostavljeno postavljanjem svih otpornika (osim otpornika povratne sprege) i svih kondenzatora na istu vrijednost. U dijagramu,ako je R1=R2=R3=R i C1=C2=C3=C, onda:
{\displaystyle f_{oscilovanja}={\frac {1}{2\pi RC{\sqrt {6}}}}}
i kriterijum oscilovanja:
{\displaystyle R_{povratnesprege}=29\cdot R}

Bez pojednostavljivanja po kome svi kondenzatori i otpornici imaju istu vrijednost, sve postaje mnogo složenije:
{\displaystyle f_{oscilovanja}={\frac {1}{2\pi {\sqrt {R_{2}R_{3}(C_{1}C_{2}+C_{1}C_{3}+C_{2}C_{3})+R_{1}R_{3}(C_{1}C_{2}+C_{1}C_{3})+R_{1}R_{2}C_{1}C_{2}}}}}}
Uslov oscilovanja:
{\displaystyle R_{povratnesprege}=2(R_{1}+R_{2}+R_{3})+{\frac {2R_{1}R_{3}}{R_{2}}}+{\frac {C_{2}R_{2}+C_{2}R_{3}+C_{3}R_{3}}{C_{1}}}+{\frac {2C_{1}R_{1}+C_{1}R_{2}+C_{3}R_{3}}{C_{2}}}+{\frac {2C_{1}R_{1}+2C_{2}R_{1}+C_{1}R_{2}+C_{2}R_{2}+C_{2}R_{3}}{C_{3}}}+{\frac {C_{1}R_{1}^{2}+C_{3}R_{1}R_{3}}{C_{2}R_{2}}}+{\frac {C_{2}R_{1}R_{3}+C_{1}R_{1}^{2}}{C_{3}R_{2}}}+{\frac {C_{1}R_{1}^{2}+C_{1}R_{1}R_{2}+C_{2}R_{1}R_{2}}{C_{3}R_{3}}}}

### LC oscilatori
Ovi oscilatori imaju veći operacioni opseg nego RC oscilatori koji su stabilni do 1 MHz. Takođe, male vrijednosti R i C kod RC oscilatora mogu biti nepraktične za realizaciju. LC oscilatori su: Kolpicov (Colpitts), Hartlejev (Hartley), Klapov (Clapp) i Armstrongov (Armstrong). 
- Kolpicov oscilator

Kolpicov oscilator je nazvan tako po svom pronalazaču Edvinu H. Kolpicu.